# 홍사우
홍사우(洪師禹, ? ~ 우왕 2년(1376년)는 고려 말기의 무신이다.

## 생애
공민왕(恭愍王) 11년(1362년) 개경을 점령한 홍건적을 진압하고 개경을 탈환하는 전투에 상장군(上將軍)으로 참전하였다. 고려군의 총병관이었던 정세운(鄭世雲)이 김용(金鏞)의 모략으로 안우(安祐), 이방실(李芳實), 김득배(金得培) 등에게 피살당했을 때, 복주(福州)에서 승전보에 이어 목충(睦忠)으로부터 정세운이 무장들에게 피살당했고 무장들은 이를 들킬까 두려워 쉬쉬하며 숨기고 있다는 보고를 전해들은 공민왕은 1월 임신(25일) 여러 장수들에게 정세운 살해에 대한 죄를 묻지 않겠다는 내용의 유지(宥旨)를 반포하고 그들을 행재소(行在所)로 오도록 명했다. 갑술(27일) 판태의감사(判太醫監事) 김현(金賢)과 함께 복주의 행재소로 와서 여러 장수들이 정세운에 대해 논한 글을 바쳤고, 왕은 김현 등에게 금과 비단을 하사하였다. 이듬해인 윤3월 15일 전 응양군상호군(鷹揚軍上護軍)으로써 개경 수복 및 왕을 호종한 공을 책록하면서 1등 공신으로 책봉되었다.
공민왕 13년(1364년)에는 최유의 난에 참전하여 서북면도원수(西北面都元帥) 경천흥(慶千興)과 도순위사(都巡慰使) 최영(崔瑩), 지용수(池龍壽), 이성계(李成桂) 등과 함께 공을 세웠고, 공민왕은 이들이 개선할 때 왕의 어가를 맞이하는 영가의(迎駕儀) 예식에 준해서 그들을 개경의 도성 밖에서 맞이하도록 하였으며, 백관은 국청사(國淸寺)의 남쪽 교외에서 그들에게 연회를 베풀도록 하였다.
공민왕 22년(1373년) 경상도도순문사(慶尙道都巡問使)가 되어 합포(合浦)를 진수(鎭守)하였다. 왜구(倭寇)가 구산현(龜山縣) 삼일포(三日浦)를 노략질하자 홍사우가 가서 이를 격퇴하였다. 이때 고려군은 흩어져 달아나는 왜구를 기세를 몰아 추격했고 왜구가 산으로 올라가자 홍사우 휘하의 병사들이 사면에서 쳐서 200여 명의 목을 베고 물에 빠져 죽은 자도 1천 명이나 되었으며, 왜구에 포로로 잡혔던 자를 탈환해 온 것이 10명이었고, 노획한 병장기는 헤아릴 수 없을 정도였다.
공민왕 23년(1374년) 지밀직사사(知密直司事)에 있으면서 왕명을 받들어 목호의 난을 진압하러 가는 최영 등 고려군의 배후에서 왜구에 대비하기 위해 전라도도순문사(全羅道都巡問使)로 임명되어 파견되었는데, 개경에서 홍사우의 아들로 자제위에 속해 있던 홍륜(洪倫) 등이 공민왕을 시해하였다. 고려 조정에서는 홍사우를 국문하고 장을 쳐서 먼 고을로 유배하였다가 최인철(崔仁哲)을 보내어 그 아들 홍이(洪彛)와 함께 합주(陜州)에서 교수형에 처하였다.
《고려사》에는 처음에 홍사우는 자신의 아들 홍륜이 불초함을 알고 죽이려고 하였으나 성공하지 못하였고, 홍륜이 폐행(嬖幸)으로 총애를 받게 되었을 때는 왕에게 "홍륜은 사람의 얼굴에 짐승과 같은 마음을 갖고 있으니 궁중(宮中)에 두지 마십시오."라고 청하였으나 왕이 듣지 않았으며, 전라도에 파견되어 있을 때에도 홍륜의 형으로 개경에서 관직에 있던 홍이에게 편지를 보내 홍륜이 제멋대로 행동하지 못하게 경계시키라고 당부하였다고 한다. 홍사우가 처형당할 때 홍이가 울면서 최인철에게 "나를 죽이고 우리 아버지는 풀어주시오."라고 빌자 홍사우는 다시 "나는 이미 늙었으니 늙은 나를 죽이고 내 아들을 풀어주시오."라고 빌고, "내가 일찍이 왜적을 참획한 것이 매우 많았는데, 그 공(功)은 다 어디 있는가?"고 통곡하였다고 한다.

## 가계
- 아버지 : 홍언박(洪彦博, 1309년~1363년)
- 어머니 : 미상
- 문신 : 홍사우(洪師禹, ? ~ 1374년)
- 부인 : 안동 권씨(安東 權氏)의 찬성사 권준(贊成事 權準)의 딸
  - 아들 : 홍륜(洪倫, 1350년 ~1374년)
  - 며느리 : 익비 한씨(益妃 韓氏)
    - 손녀딸 : 남양 홍씨(南陽 洪氏, ? ~1376년) - 홍륜과 익비 한씨(益妃 韓氏) 사이에서 태어난 딸
    - 손녀사위 : 김택정(金澤精) - 관직은 시중(侍中)이다.
      -         - 외증손 : 김덕령(金德齡)

## 인물
경상도도순문사로 합포를 진수하고 있으면서 청렴하고 신중하게 스스로를 단속하여 향리(鄕吏)와 백성들의 존경과 사랑을 받았으며, 사망했을 때는 전라도, 경상도 지역의 백성으로 눈물을 흘리는 사람도 있었다고 한다.